# Anton Konstantinowitsch Manegin
Anton Konstantinowitsch Manegin (russisch Антон Константинович Манегин; * 12. März 1990) ist ein ehemaliger russischer Tennisspieler.

## Karriere
Auf der  ITF Junior Tour kam Manegin bis auf Platz 531 der Rangliste.
In seiner Karriere gelangen ihm eher im Doppel Erfolge. Im Einzel gelangen ihm bei 14 Turnieren auf der ATP Challenger Tour nur drei Siege. Bei Turnieren der ITF Future Tour war spätestens im Viertelfinale Schluss. Im Doppel konnte er 2010 in Kasan das Halbfinale erreichen, was sein bestes Abschneiden bei einem solchen Turnier darstellt. Insgesamt konnte er bei Futures zwischen 2012 und 2014 fünf Titel gewinnen – vier davon mit Alexander Krasnoruzki. Sein einziges Match auf der ATP Tour spielte er 2009 in Moskau. Mit Teimuras Gabaschwili zusammen erhielt er eine Wildcard fürs Doppel. Dort unterlagen die beiden Russen Igor Andrejew und Daniel Köllerer im Match-Tie-Break. Die höchste Notierung in der Tennisweltrangliste erreichte Manegin im Einzel 2010 mit Platz 825 und 2013 im Doppel mit Rang 472.